# Karsten Ree
Karsten Ree (født 2. juli 1945 i Søborg) var ejer af Den Blå Avis, som har gjort ham til en af Danmarks rigeste personer. Han solgte den 6. oktober 2008 Den Blå Avis til amerikanske eBay for 2,1 milliarder kroner. Derudover ejer han Ree Park - Ebeltoft Safari, en safaripark på Djursland, samt rejsebureauet Africa Tours.
I begyndelsen af 2021 blev det vurderet, at Ree havde en formue på omkring 3,9 mia. kr.

## Karriere
Ree er søn af Christian Ree, der drev industrivaskeriet Sortevit, hvor Ree blev medarbejder. Efter endt værnepligt i 1966 overtog Karsten Ree vaskeriet. Han solgte forretningen og investerede i industrigrunde i Mørkhøj, hvorved han gradvist fik lejeindtægter og opbyggede en formue.
Ree blev partner i Den Blå Avis (i dag DBA) sammen med racerkører Jac Nelleman i 1981. Idéen kom fra udenlandske gratisaviser, og da Sverige havde en Gula Tidningen, blev den danske pendant blå. Den Blå Avis gik i 1985 så godt, at Ree og Nelleman samme år besluttede sig for at etablere en "søsteravis" i Hamborg. Avis hed den. Avis blev Nellemans projekt, da han og Ree i 1988 gik hvert til sit. Karsten beholdt Den Blå Avis frem til 2008, hvor han solgte til eBay for 2,1 milliarder kroner i en handel, der også omfattede Bilbasen, som Ree havde købt i 1999.
Ud over sin forretning er Karsten Ree blandt andet kendt for i 1993 at have brugt over 23 millioner kroner på at få hævet den tyske ubåd U-534 fra 2. verdenskrig i det forgæves håb om at finde en nazi-skat. Ubåden blev efterfølgende solgt til den britiske Warship Preservation Trust og transporteret til Birkenhead i England. I mange år har han endvidere sponsoreret racersport og blandt andet haft en bil med i 24-timersløbet i Le Mans.
I 2006 købte han Ebeltoft Zoo & Safari, hvorved den blev omdøbt til Ree Park - Ebeltoft Safari. Ved købet regnede han med at skulle modernisere parken for 20-25 mio. kr. Parken har dog siden haft underskud i flere år.
I juni 2009 købte Karsten Ree 53 procent af aktierne i it-virksomheden Zepto. Den 17. november 2009 blev Zepto erklæret konkurs, hvorved Ree tabte ca. 27. mio. kr.
I oktober 2009 meddelte han, at han ville indskyde 500 mio. kr. som en hjælpende hånd til Amagerbanken. Hans tilbud var dog betinget af, at banken opfyldte solvenskravene, der gav adgang til Bankpakke II. Det skete i december samme år, da han indskød 457,5 mio. kr. Det viste sig imidlertid i foråret 2010, at Amagerbanken havde yderligere kapitalbehov, og at banken manglede 750 mio. kr. for at kunne opfylde solvenskravene. Karsten Ree deltog i en kapitaludvidelse senere på året, og købte aktier for yderligere godt 300 mio. kr. i banken. Amagerbanken indgav imidlertid egen konkursbegæring den 6. februar 2011, hvorved Ree tabte sammenlagt omkring 800 mio. kr.
Karsten Ree var storaktionær i flyselskabet Cimber Sterling, da selskabet gik konkurs d. 3. maj 2012. Karsten Rees forventede tab på investeringen i Cimber forventes at overstige 100 mio. kr .
Karsten Ree investerede også ca. 10 mio. kr. i selskabet "Proark Golf Plus", som ejede og drev 12 golfbaner i Danmark, bl.a. Ledreborg Golf Palace og Skjoldnæsholm. Den 7. oktober 2012 meldte selskabet sig selv konkurs med en gæld på ca. 20 mio. kr.
I 2012 købte han også en stor mængde aktier i finske Nokia. Han solgte dem igen, netop da Microsoft købte virksomheden, hvorved han fik en gevinst på omkring 560 mio. kr., der var med til at dække hans underskud fra tabet i Amagerbanken.[kilde mangler]
I 2014 investerede Ree 950 mio. den kinesiske virksomhed Alibaba. I 2017 meddelte Ree, at han havde en urealiseret gevinst på sine aktieinvesteringer på 650 mio. kr., hvor særligt hans aktier i Alibaba var steget voldsomt. I efteråret 2021 udtalte Ree, at han var gået glip af en gevinst på ca. 1,5 mia. kr. på Alibaba-aktien, da han ikke havde solgt den i efteråret 2020, hvor aktiekursen var toppet.

### Diverse mindre tabsposter
- Et datterselskab af Karsten Ree Holding blev fra 2008 til ca. 2011 udsat for bedrageri af en ansat ejendomsinspektør. Inspektøren fik en dom på 2 år og 6 måneders fængsel, og selskabet led et tab på 15 mio. kr.[25]
- I 2009 trådte Karsten Ree ind som storaktionær i "Bearleague", der solgte maskotbamser iklædt fodboldtrøjer fra forskellige storklubber.[26] Siden hans entré har firmaet haft et samlet underskud på 43 mio. kr. Selskabet holdes i live igennem et lån, som et andet Ree-selskab har ydet.[27]

## Anden virksomhed
Fra 7. september 2014 medvirkede Ree i realityprogrammet Janni og Karsten - Kærlighed mod alle odds på Kanal 5. Programmet viser Rees forhold til sin daværende kæreste Janni Christensen, mens hun var i fængsel for at have frarøvet en ældre mand penge.

## Privatliv
I 1972 fik han en datter. 11 år senere fik han en søn med en kvinde ved navn Susanne. Han blev gift med en kvinde ved navn Vivian, med hvem han fik to sønner.
I 2011 købte Ree en villa på Strandvejen i Vedbæk til 70 mio. kr., hvilket gjorde det til den dyreste villa på Strandvejen nogensinde på dette tidspunkt, og blandt de dyreste i landet nogensinde. Villaen har et areal på over 500 m2, og den blev solgt af familien bag tøjvirksomheden SAND. Samme år satte han også sin tidligere bolig på Strandvejen til salg for 13,8 mio. kr. samt nabogrunden til denne ejendom for 29,5 mio. I 2013 satte han en anden Strandvejsvilla til salg for 7 mio. kr.
I 2025 blev villaen på strandvejen solgt for 120 millioner. kr.[kilde mangler]
I en kortere periode omkring 2013 dannede Ree par med Lotte Heise.
Den 9. april 2015 blev Karsten Ree gift med realitykendisen Janni Christensen på Rudersdal Rådhus, som han havde været kæreste med i en periode. Ved brylluppet indgik de en ægtepagt, der giver Ree fuldstændigt særeje over sin formue.
Ree har været meget åben i medierne omkring sit helbred, herunder at han fik konstateret Blærecancer i april 2015 og hans efterfølgende behandlinger. Han har blandt andet fortalt, at han selv har betalt for behandling i USA, og at han har fået foretaget (calmette) skylninger af sin blære her i Danmark. Efter Ree blev ramt af en blodprop, valgte han at tage alternative metoder i brug, hvor han rejste til USA og lod lægeigler suge blod ud af sig.
Den 20. august 2024 informerede Karsten Ree og Janni Ree de danske medier om, at de skal skilles.
Ree er interesseret i biler og har en lang række, der bl.a. tæller en Lola T70, en Mercedes SL500 R129, en AC Cobra fra 1977, en Ford GT40 Mark 2, en Maseratti, en Ferrari Testarossa, en Ferrari 512, en Ferrari F40, en Ferrari F50. Ofte kører han dog i en VW Polo.